# Haikara-san ga Tooru
Haikara-san ga Tōru (яп. はいからさんが通る Хайкара-сан га То:ру, «Современная девушка») — японская манга, написанная и иллюстрированная Ваки Ямато. Впервые издавалась компанией Kodansha в ежемесячном журнале Shojo Friend с 1975 по 1977 год. Всего было выпущено 8 томов.

## Сюжет
Фильм первый
Действие происходит в Японии в Токио в 20-х годах XX века. Этот период известен, как эпоха Тайсё, время проникновения западной культуры и ценностей в японское общество на бытовом уровне. Дерзкая девчонка по имени Бэнио, типичная модан гару, вроде как ещё школьница и несовершеннолетняя, а уже пьёт сакэ, затевает драки, практикует кэндо, надевает вместо кимоно западные платья и не знает элементарных принципов поведения ямато-надэсико и ваби-саби, которых была обязана придерживаться каждая японская девушка. Бэнио отвергает идею традиционных браков, веря в любовь и мечтает сделать собственную карьеру, однако, по воле судьбы, отец против воли Бэнио решает отдать её замуж за молодого и богатого лейтенанта Синобу. Бэнио протестует и пытается сбежать, однако её ловят. Девушка симпатизирует лейтенанту и в итоге соглашается пройти обучение и стать примерной японской женщиной. Девушке предстоит научиться элементарным вещам, таким как уборка, приготовление пищи и этикет. Впрочем, в её планы входит саботировать все эти уроки, что раздражает семью жениха, но Синобу прощает её за ошибки, так как влюблен в неё, а позже она отвечает ему взаимностью. Бэнио случайно видит своего жениха вместе с гейшей. Благодаря своему вспыльчивому характеру девушка решает напрямую пойти к гейше и узнать всю правду. Гейша оказывается невестой сослуживца Синобу, который погиб, а лейтенант обещал заботиться и навещать возлюбленную своего товарища. Потом девушки вместе выпивают и шумят. На втором этаже заведения в это время отдыхает подполковник с сослуживцами. Они спускаются на шум и подвыпившая Бэнио нелестно отзывается о военных и выплёскивает содержимое своей кружки подполковнику в лицо. В этот момент в комнату вбегает Синобу и пытается утихомирить возлюбленную. Разгневанный подполковник организовывает отправку Синобу в Маньчжурию, сначала в тыл, а потом на передовую. Бэнио обещает дождаться возвращения Синобу. Она остается жить в его доме. Через некоторое время она понимает, что если не найдет работу, дом жениха отберут за долги. Бэнио пытается найти работу, чтобы помочь семье любимого в трудной финансовой ситуации, но все её попытки заканчиваются провалом, из-за отношения к женщинам в обществе. В конце концов она приходит к гейше знакомой Синобу, чтобы попробовать себя в роли гейши, но быстро понимает, что не сможет там работать. Гейша рекомендует ей знакомого шефа одной редакции. Сначала тот не соглашается, но в конце концов Бэнио уговаривает его взять её на работу и получает задание собрать информацию для статьи и желательно сенсационной. Однажды в редакцию приходят военные сослуживцы Синобу и рассказывают, что её возлюбленный пропал без вести в Сибири. Бэнио не верит в смерть возлюбленного. Однажды ей рассказывают, что в Маньчжурии появилась банда разбойников и главный у них японец, который мстит за потерю своего командира и грабит местных. Бэнио понимает, что ей нужно поговорить с ним и уговаривает отправить её туда, чтобы взять интервью.
Фильм второй
Там она узнает о том, что Синобу пропал без вести и считается погибшим. Ей приходится вернуться назад в Японию. Однажды ей поручают написать репортаж о посещении Токио парой русских аристократов. Прибывший граф очень напоминает ей Синобу. Как выясняется, у него амнезия и он считает себя мужем графини Ларисы. История Ларисы усложняет все ещё больше, так как она медленно умирает от туберкулеза. В то же время имение Идзюин должно быть продано за долги, но в последний момент их выплачивает босс Бэнио. Решив, что стоит уже забыть о Синобу, Бэнио принимает предложение своего босса стать его женой. Все меняет землетрясение в Канто 1923 года. Лариса умирает от своей болезни прямо перед землетрясением и на этот же день запланирована свадьба Бэнио с шефом издательства. Перед смертью Лариса просит Синобу жениться на Бэнио. В этот момент, во время свадебной церемонии, молодожены не успевают обменяться кольцами. Здание церкви рушится, гости спасаются бегством. Синобу торопится к месту свадебной церемонии и в руинах церкви он находит Бэнио. Босс девушки спасает влюбленных и посвящает свою жизнь бизнесу, тогда как Синобу и Бэнио наконец-то женятся.

## Персонажи
| Персонажи                     | Японская озвучка |
| ----------------------------- | ---------------- |
| Синобу Идзуин                 | Кацури Мири      |
| Бэнио Ханамура                | Кэйко Ёкодзава   |
| Графиня                       | Ацуко Минэ       |
| Китидзи                       | Эйко Масуяма     |
| Оокоути                       | Экэн Минэ        |
| Усигоро                       | Хироси Масуока   |
| Лейтенант Ханамура Рассказчик | Итиро Нагаи      |
| Иннэн                         | Канэта Кимоцуки  |
| Харуэ Ранмару                 | Кадзуко Сугияма  |
| Герцог                        | Кёхэй Мияути     |
| Фуюсэи Аоэ Тосэи              | Макио Иноуэ      |

## Медия

### Манга
Впервые издавалась компанией Kodansha в ежемесячном журнале Shojo Friend с 1975 по 1977 год. Всего было выпущено 8 томов.

### Аниме
На основе сюжета манги, был выпущен аниме-сериал. Производством сериала занималась студия Nippon Animation, под руководством режиссёра Кадзуёси Ёкота, по сценарию Такахаси Ниисан, музыкальные партии написаны композитором Ямагути Масухиро. Трансляция 42 серийного сериала состоялась с 3 июня 1978 по 31 марта 1979 года, по японским телеканалам TV Asahi, Animax и BS2.

### Дорама
На основе сюжета манги были выпущены 3 дорамы

### Полнометражный фильм
11 ноября 2017 года, состоялась премьера первого фильма, снимает фильм вновь студия Nippon Animation, под руководством режиссёров Фурухаси Кадзухиро, Хосокава Хидэки, Судзуки Ёсио, Ямагути Михиро, музыкальную тему написали Осима Митиру и Такэути Мария. 19 октября 2018 года, состоялась премьера второго фильма.

## Критика

### Манга
В 1977 году получила награду на первой премии манги Коданся в жанре сёдзё.

### Аниме
По опросу TV Asahi в 2005 году, сериал Haikara-san ga Tōru вошёл в список 100 самых популярных аниме, заняв 95 место.